# Základy marxismu-leninismu
Základy marxismu-leninismu (rusky Основы марксизма-ленинизма) je sovětská učební pomůcka za redakce Otto Kuusinena.

## Autoři
Knihu napsala skupina vědeckých a stranických pracovníků a publicistů. Vedoucím byl Otto Kuusinen. Práce na jednotlivých kapitolách se zúčastnili Valentin Asmus, Igor Kon, Jurij Melvil aj. Při přípravě textu učebnice poskytli pomoc svými připomínkami a radami: dopisující člen Akademie věd SSSR Pjotr Fedosejev, dopisující člen Akademie věd SSSR Fjodor Konstantinov, prof. Mark Rozental aj.

## Obsah
Úkolem této knihy je ve zcela přístupné formě vyložit základy marxismu-leninismu jako jednotného a uceleného učení.
První dva oddíly seznamuje čtenáře se základními tezemi marxisticko-leninské filozofie — dialektického a historického materialismu. Třetí oddíl podává stručný přehled marxistické ekonomie kapitalismu. Čtvrtý oddíl je věnován teorii a taktice mezinárodního komunistického hnutí, především v podmínkách kapitalismu. Zvláštní — pátý — oddíl knihy je věnován učení o vystavbě socialistické a komunistické společnosti.

## Vydání
Kniha byla nejednou znovu vydána a přeložena do několika cizích jazyků. Česky vydalo knihu Státní nakladatelství politické literatury v roce 1960.